# 太陽劇団
太陽劇団（たいようげきだん、仏: Le Théâtre du Soleil）は、フランスの前衛劇団。1964年、アリアーヌ・ムヌーシュキンの呼びかけで舞台芸術家による共同体として結成された。当時学生たちによって設立された太陽劇団は、労働生産協同組合（SCOP）として組織され、メンバー全員の権利と義務を同等なものとしている。 パリ郊外のヴァンセンヌの森にあった旧弾薬倉庫（カルトゥーシュリ）に本拠地を置き、即興表現を活用した創作プロセスから生まれるフィジカルシアター要素の強い斬新な作風を特徴とする。
フランスの演劇研究者ベアトリス・ピコン＝ヴァランは、太陽劇団について「アリアーヌ・ムヌーシュキンのリーダーシップにより、《まだ実現していない可能性》を表象したユートピアとなることを目指している」劇団であり、「世界に類を見ない太陽劇団の冒険は、この劇団をフランス演劇という財産の独特でかけがえのない一部たらしめている」と述べている。

## 設立背景
太陽劇団が結成された1964年当時はヨーロッパ全体が第二次世界大戦の荒廃から徐々に回復しつつあった一方、資本主義の西側諸国と社会主義の東側諸国は冷戦の只中にあり、核戦争の脅威さえあった。 1965年には国民投票によってシャルル・ド・ゴールがフランス大統領に再選。世界的な抗議活動や動乱の分水嶺となった1968年には、フランスでは大規模な政治デモ、1100万人の労働者、学生、極左活動家を巻き込んだ労働ストライキが起こった（五月革命）。 こうした文化的混乱の渦中にあって、当時学生であったムヌーシュキンは、演劇的な同志と共に太陽劇団を結成した。1970年代にはすでに70名を越える劇団員を擁し、政治や人間性についての問いを普遍的な視点から扱うことで国際的な評価を集め、瞬く間に20世紀演劇を代表する劇団の一つとなった。

## 活動理念
アリアーヌ・ムヌーシュキンの太陽劇団は、1960年代当時のフランスの因襲的な演劇アカデミズムに対する反発から結成された。 公式に劇団の使命として明示されたことはないものの、設立当初から長期的な共同作業によるリハーサル、音楽・ダンス・人形劇を始めとした全世界的な多種多様の芸術形式の融合、観客との積極的なコミュニケーションや交流、作品制作の作業を平等に共有する大規模かつヒエラルキーのない集団体制の維持を特徴としている。ある劇団のメンバーは「太陽劇団で働くことは“生きること”である」と表現しており、ニューヨーク・タイムズ紙の批評家は『はかなきものたち』について、「人生をドラマチックに描くのではなく、アーティストの恣意的な解釈を感じさせずに、生きた経験を深く呼び起こすことを志している」と評している。ムヌーシュキンはこの劇団の哲学を次のように総括している。「太陽劇団は、生きて、働いて、幸福であって、美と善を追い求めるという夢。それは豊かさのためでなく、より高次の目的のために生きようとすること。実にシンプルなことです」
太陽劇団はシェイクスピアの『リチャード２世』やモリエールの『タルチュフ』といった西洋の古典演劇作品のリクリエーションと極めてユニークなオリジナル作品によって高い知名度を誇る。アリアーヌ・ムヌーシュキンによる構想・演出のもと、一つの公演を作り出すために劇団員は時間をかけて共同創作を行う。例えば2005年の6時間にも及ぶ作品『最後の隊商宿（オデュッセイア）』は、ムヌーシュキンおよびその協働者が世界中の難民キャンプから集めた手紙やインタビューに基づいて生み出された。2009年の『はかなきものたち』は、「3ヶ月のうちに全人類が滅亡すると知ったら、あなたはどうするか」というムヌーシュキンの問いを軸とした、9ヶ月にも及ぶワークショップをベースとして創作された。
フランスで外国人移民反対運動があった時期に、主人公をイスラム教の狂信者に見立てて上演した『タルチュフ』のように、現代の出来事を挑発的、批評的にとらえて上演することもある。また『堤防の上の鼓手』では文楽の人形劇的技法を生身の俳優が演じるなど、東洋（日本）の文化からインスピレーションを得ている。太陽劇団が身体動作やフィジカルシアターに重きを置いていることからは、ムヌーシュキンがジャック・ルコック国際演劇学校で学んでいた影響も見て取れる。加えてこの劇団の公演では、着替えやメイクを行う楽屋が公開されていたり、休憩時間に俳優と観客両方のために昼食が提供されたりと、俳優・観客間の直接的なコミュニケーションの場も持たれている。また、創作過程を超えた太陽劇団の理念として、劇団メンバー全員の中に一切ヒエラルキーがないことも挙げられる。演出家、舞台スタッフ、俳優、管理職あるいは技術者まで全ての従業員は同一賃金を支給される。劇団員は、料理、清掃やその他生活空間の維持管理作業を平等に分担している。さらに、『はかなきものたち』で使用する可動式の舞台セットの整備など、出演者全員で技術的な仕事も担っている。

## 主な作品
太陽劇団の初演は1964年から65年にかけての『小市民』であった。1967年には、アーノルド・ウェスカー作『調理場』の上演によって広く知れ渡るようになる。その後フランス革命についての公演『1789　革命は幸福が完璧になるときに止まらねばならない』で最初の大きな成功を収める。この上演では、「正義よりも財産を重視する者たちによって裏切られたフランス革命」を示した。他に有名な作品としては1990-93年にかけて上演された『アトレウス家の悲劇』シリーズが挙げられる。これはエウリピデスの『アウリスのイフィゲネイア』とアイスキュロスの『オレステイア』から構成され、作品にはアジアのダンスや演劇のスタイルが取り入られている。幕を開けるまでに2年以上の歳月がかけられた大作であった。アメリカ、ドイツを始めとする数多くの国々を巡るツアー公演も行われ、各地で成功を収めている。また2001年には『堤防の上の鼓手　俳優によって演じられる古代の人形劇の形式による』を東京・新国立劇場で上演、これが初の日本公演となった。
近年における最も主要な作品の一つとしては、アリアーヌ・ムヌーシュキン作・演出の『はかなきものたち』がある。2009年にリンカーンセンター・フェスティバルで初演された本作は、過去と現在の出来事が織りなす“時間の川”を主軸に描かれている。アメリカのヴィレッジ・ヴォイス紙は、この作品について「流れに身を任せ、時間は偉大な破壊者であるという事実を受け入れること。フランス語には"Tout passe, tout casse, tout lasse"という諺がある。すべては過ぎ去る、すべては壊れる、すべては流れ去るということだ」と評した。この公演は3時間半ずつの2部構成で、全編の上演時間は7時間以上に及んだ。

## 活動歴

### 舞台
| 上演年           | 邦題 原題 | 上演会場 | 演出他 |
| ---------------- | --- | --- | --- |
| 1961年           | 『チンギス・ハン』 Gengis Khan | アレーヌ・ドゥ・リュテース | アリアーヌ・ムヌーシュキン初演出作品、演劇集団A.T.E.P.による公演                                                                                     |
| 1964年           | 太陽劇団設立 | 太陽劇団設立 | 太陽劇団設立 |
| 1964-65年        | 『小市民』 Les Petits Bourgeois | ムフタール劇場 | アリアーヌ・ムヌーシュキン演出 |
| 1965-66年        | 『キャプテン・フラカス』 Le Capitaine Fracasse | レカミエ座 | アリアーヌ・ムヌーシュキン演出 |
| 1967年           | 『調理場』 La Cuisine | モンマルトル曲芸場 | アリアーヌ・ムヌーシュキン演出 |
| 1968年           | 『夏の夜の夢』 Le Songe d'une nuit d'été | モンマルトル曲芸場 | アリアーヌ・ムヌーシュキン演出 |
| 1968年           | 『魔法使いの木、ジェロームと亀』 L'Arbre sorcier, Jérôme et la tortue                                                                                | モンマルトル曲芸場 | カトリーヌ・ダステ演出 |
| 1969-70年        | 『道化たち』 Les Clowns | アヴィニョン演劇祭、ミラノ・ピッコロ座 | 太陽劇団の集団創作。アリアーヌ・ムヌーシュキン演出                                                                                                   |
| 1970-1971年      | パリ郊外の旧弾薬倉庫（カルトゥーシュリ）を本拠とする。                                                                                               | パリ郊外の旧弾薬倉庫（カルトゥーシュリ）を本拠とする。                                                                                               | パリ郊外の旧弾薬倉庫（カルトゥーシュリ）を本拠とする。                                                                                               |
| 1970-1971年      | 『1789 革命は幸福が完璧になるときに止まらねばならない』 1789                                                                                         | カルトゥーシュリ | 太陽劇団の集団創作。アリアーヌ・ムヌーシュキン演出                                                                                                   |
| 1972年           | 『1793 革命都市はこの世界のものである』 1793 | カルトゥーシュリ | 太陽劇団の集団創作。アリアーヌ・ムヌーシュキン演出                                                                                                   |
| 1975年           | 『黄金時代 最初の素描』 L'Âge d'or | カルトゥーシュリ | 太陽劇団の集団創作。アリアーヌ・ムヌーシュキン演出                                                                                                   |
| 1976-77年        | 『ドン・ジュアン』 Dom Juan | カルトゥーシュリ | 太陽劇団の集団創作。フィリップ・コーベール演出 |
| 1979-80年        | 『メフィスト 出世の物語』 Mephisto, le roman d'une carrière                                                                                          | カルトゥーシュリ、アヴィニョン演劇祭 | アリアーヌ・ムヌーシュキン演出 |
| 1981-84年        | シェイクスピアの翻訳作品連続上演 | シェイクスピアの翻訳作品連続上演 | シェイクスピアの翻訳作品連続上演 |
| 1981-84年        | 『リチャード２世』 Richard II | カルトゥーシュリ、アヴィニョン演劇祭 | アリアーヌ・ムヌーシュキン演出 |
| 1981-84年        | 『十二夜』 La Nuit des rois | カルトゥーシュリ、アヴィニョン演劇祭 | アリアーヌ・ムヌーシュキン演出 |
| 1981-84年        | 『ヘンリー４世』第1部、第2部ほか Henri IV | カルトゥーシュリ、アヴィニョン演劇祭 | アリアーヌ・ムヌーシュキン演出 |
| 1985-86年        | 『カンボジア国王ノロドム・シアヌークの恐ろしく未完の物語』 L'Histoire terrible mais inachevée de Norodom Sihanouk, roi du Cambodge                   | カルトゥーシュリ | アリアーヌ・ムヌーシュキン演出 |
| 1987-88年        | 『インド叙事詩、あるいは彼らの夢のインド』 L'Indiade ou l'Inde de leurs rêves                                                                        | カルトゥーシュリ | アリアーヌ・ムヌーシュキン演出 |
| 1990-93年        | 『アトレウス家の悲劇』連続上演 Les Atrides | カルトゥーシュリ | アリアーヌ・ムヌーシュキン演出 |
| 1990-93年        | 『アウリスのイフィゲネイア』 Iphigénie à Aulis | カルトゥーシュリ | アリアーヌ・ムヌーシュキン演出 |
| 1990-93年        | 『アガメムノン』 Agamemnon | カルトゥーシュリ | アリアーヌ・ムヌーシュキン演出 |
| 1990-93年        | 『供養する女たち』 Les Choéphores | カルトゥーシュリ | アリアーヌ・ムヌーシュキン演出 |
| 1990-93年        | 『慈しみの女神たち』 Les Euménides | カルトゥーシュリ | アリアーヌ・ムヌーシュキン演出 |
| 1993年           | 『インド 父から息子へ、母から娘へ』 L’Inde de père en fils, de mère en filles                                                                        | カルトゥーシュリ | アリアーヌ・ムヌーシュキン原案、ラジーン・セルビ演出                                                                                                 |
| 1994年           | 『偽証の都市 復讐の女神の目覚め』 La Ville parjure ou le Réveil des Erinyes                                                                          | カルトゥーシュリ、アヴィニョン演劇祭 | アリアーヌ・ムヌーシュキン演出 |
| 1995-96年        | 『タルチュフ』 Le Tartuffe | カルトゥーシュリ、アヴィニョン演劇祭 | アリアーヌ・ムヌーシュキン演出 |
| 1997-98年        | 『そして突然、眠れぬ夜が』 Et soudain, des nuits d'éveil                                                                                             | カルトゥーシュリ | アリアーヌ・ムヌーシュキン演出 |
| 1999-2002年      | 『堤防の上の鼓手 俳優によって演じられる古代の人形劇の形式による』 Tambours Sur La Digue                                                              | カルトゥーシュリ | アリアーヌ・ムヌーシュキン演出 |
| 2003–06年        | 『最後の隊商宿（オデュッセイア）』 Le Dernier Caravansérail                                                                                          | カルトゥーシュリ | アリアーヌ・ムヌーシュキン演出 |
| 2007–09年        | 『はかなきものたち』 Les Éphémères | カルトゥーシュリ、アヴィニョン演劇祭 | 集団創作。アリアーヌ・ムヌーシュキン演出 |
| 2010-12年        | 『狂える希望の遭難者たち』 Les Naufragés du fol espoir (Aurores)                                                                                     | カルトゥーシュリ | アリアーヌ・ムヌーシュキン演出。2011年2月に200回公演達成                                                                                             |
| 2011年3月19-22日 | 太陽劇団主催で日本から狂言・万作の会を招聘し、カルトゥーシュリにて伝統的な狂言作品とシェイクスピア『間違いの喜劇』の翻案作品『まちがいの狂言』を上演 | 太陽劇団主催で日本から狂言・万作の会を招聘し、カルトゥーシュリにて伝統的な狂言作品とシェイクスピア『間違いの喜劇』の翻案作品『まちがいの狂言』を上演 | 太陽劇団主催で日本から狂言・万作の会を招聘し、カルトゥーシュリにて伝統的な狂言作品とシェイクスピア『間違いの喜劇』の翻案作品『まちがいの狂言』を上演 |
| 2013年           | 『カンボジア王ノロドム・シアヌークの恐ろしく未完の物語』 L'Histoire terrible mais inachevée de Norodom Sihanouk, roi du Cambodge                     | セレスタン劇場（リヨン） | 1985年のアリアーヌ・ムヌーシュキン演出作品のリクリエーション。ジョルジュ・ビゴ、デルフィーヌ・コチュ演出                                             |
| 2013年           | 『夜の輪舞』（アフガニスタン）の集団創作 La Ronde de nuit Théâtre Aftaab                                                                             | カルトゥーシュリ | エレーヌ・シクスー演出 |
| 2014年           | 『マクベス』 Macbeth | カルトゥーシュリ | アリアーヌ・ムヌーシュキン翻訳・演出 |
| 2016-18年        | 『インドの寝室』 Une Chambre en Inde | パーク・アベニュー・アーモリー（ニューヨーク）、カルトゥーシュリ                                                                                     | 集団創作。アリアーヌ・ムヌーシュキン演出 |
| 2018年           | 『我らの小さきマハーバーラタ』 Notre Petit Mahabharata                                                                                               | カルトゥーシュリ | 太陽劇団およびタミル人の学生により上演 |
| 2018年           | 『カナタ — エピソードI — 論争』 Kanata - ÉpisodeⅠ- La Controverse                                                                                    | カルトゥーシュリ | ロベール・ルパージュ演出 |

### 映画
| 公開年    | 邦題 原題                                                                                         | 監督他 |
| --------- | ------------------------------------------------------------------------------------------------- | --- |
| 1974年    | 『1789』 1789                                                                                     | アリアーヌ・ムヌーシュキン監督 |
| 1978年    | 『モリエール』 Molière                                                                            | アリアーヌ・ムヌーシュキン監督、フィリップ・コーベール主演、モリエールの一代記。1978年カンヌ国際映画祭パルム・ドールのコンペティション部門参加               |
| 1989年    | 『奇蹟の夜』 La Nuit miraculeuse                                                                  | |
| 1996-97年 | 『夜にも輝く太陽』 Au Soleil même la nuit                                                         | エリック・ダルモン／カトリーヌ・ヴィルプー監督、アリアーヌ・ムヌーシュキン協力                                                                               |
| 1999年    | 『偽証の都市 復讐の女神の目覚め』を基とした映画作品                                               | カトリーヌ・ヴィルプー監督、アリアーヌ・ムヌーシュキン演出                                                                                                   |
| 2002年    | 『堤防の上の鼓手』 Tambours sur la digue                                                          | アリアーヌ・ムヌーシュキン監督 |
| 2006年    | 『最後の隊商宿（オデュッセイア）』 Le Dernier Caravansérail                                       | アリアーヌ・ムヌーシュキン監督 |
| 2007年    | 『カブールのひとつの太陽……あるいは二つ』 Un Soleil à Kaboul... ou plutôt deux!                    | ドゥッチョ・ベッルージ・ヴァンヌッチーニ、セルヒオ・カント・サビド、フィリップ・シュヴァリエ監督。アフガニスタンにおける太陽劇団のワークショップの記録映像。 |
| 2008年    | 『アリアーヌ・ムヌーシュキン 太陽劇団の冒険』 Ariane Mnouchkine : L'Aventure du théâtre du Soleil | カトリーヌ・ヴィルプー監督によるドキュメンタリー |
| 2009年    | 『はかなきものたち』 Les Éphémères                                                                | 2008年の舞台公演の収録 |
| 2013年    | 『狂える希望の遭難者たち』 Les Naufragés du fol espoir (Aurores)                                  | アリアーヌ・ムヌーシュキン監督 |

## 参照
- アリアーヌ・ムヌーシュキン
- フィリップ・レオタール
- エレーヌ・シクスー
- モリエール
- 文楽